# Ель-Мусайфіра (нохія)

Нохія Ель-Мусайфіра на мапі мінтака Дар'а

Нохія Ель-Мусайфіра (араб. ناحية المسيفرة) — нохія у Сирії, що входить до складу однойменної мінтаки Дар'а мухафази Дар'а. Адміністративний центр — поселення Ель-Мусайфіра.
До нохії належать такі поселення:
- Ель-Мусайфіра → (Al-Musayfirah);
- Ель-Карак → (al-Karak);
- Ес-Сахва → (al-Sahwah);
- Умм-Валад → (Umm Walad).